# Râul Coțofana, Valea Rea
Râul Coțofana este un curs de apă, afluent al râului Valea Rea. 

## Hărți
- Harta județului Prahova